# 居间金腰
居间金腰（学名：Chrysosplenium griffithii var. intermedium）为虎耳草科金腰属下的一个变种。

## 扩展阅读
- 維基物種上的相關：居间金腰